# 伽塔·马塔拉佐
蓋塔諾·約翰·「蓋頓」·馬塔拉佐三世（2002年9月8日—）是一位美国演员。他的职业生涯始于百老汇舞台，扮演《沙漠之女王Priscilla》中的本杰明和《悲惨世界》中的加夫罗什。 他在Netflix科幻恐怖电视连续剧《怪奇物语》中饰演达斯汀·亨德森，并主持了Netflix节目《絕對整到你》，在动画电影《我爸爸的小飞龙》中为小飞龙鲍里斯（Boris）配音。